# Csipike, az óriás törpe
A Csipike, az óriás törpe 1984-ben bemutatott magyar bábfilm, amely Fodor Sándor meséje alapján készült. A forgatókönyvet Zahora Mária írta, a bábfilmet Balogh Géza rendezte, a zenéjét Hidas Frigyes szerezte, a Magyar Televízió készítette. Magyarországon 1984. december 26-án vetítették le a televízióban.

## Alkotók
- Rendezte: Balogh Géza
- Írta: Zahora Mária
- Dramaturg: Békés József
- Zenéjét szerezte: Hidas Frigyes
- Operatőr: Dobay Sándor
- Hangmérnök: Galambos Károly
- Vágó: Ilosvay Katalin
- Bábtervező: Koch Aurél
- Díszlettervező: Ambrus Imre
- Fővilágosító: Tréfás Imre
- A rendező munkatársa: Somogyi G. György
- Munkatársak: Barock László, Bende Attila, Fleiner Gábor, Hargitai Márta, Kubcsik Gyula, Sebestyén Sándor, Szabó Zsuzsa, Zsiborács Zsuzsa
- Gyártásvezető: Koncsik László

Készítette a Magyar Televízió

## Szereplők
| Szereplő      | Bábszínész      | Magyar hang     |
| ------------- | --------------- | --------------- |
| Csipike       | Erdős István    | Timár Béla      |
| Nyúl          | Simándi Anna    | Hacser Józsa    |
| Madár         | Kovács Marianna | Kovács Marianna |
| Vadmalac      | Kovács Marianna | Kovács Marianna |
| Kukucsi       | Dörögdy Miklós  | Dörögdy Miklós  |
| Kecskebéka    | Mult István     | Benedek Miklós  |
| Zengő         | Czipott Gábor   | Csurka László   |
| Sünapó        | Pataky Imre     | Tyll Attila     |
| Bőgő          | Gyurkó Henrik   | Buss Gyula      |
| Csigabiga     | Vanyó János     | Tábori Nóra     |
| Vadkan        | Németh Tibor    | Képessy József  |
| Harkály       | Kis Sándor      | Izsóf Vilmos    |
| Mókus asszony | Kazinczy Ildikó | Kazinczy Ildikó |

## Rádiójáték
Néhány Csipike-kötet alapján (Csipike, a gonosz törpe, Csipike és Kukucsi, Csipike és Tipetupa és Csipike és a Gonosz Ostoba) a Magyar Rádióban 55 perces rádiójáték készült Hegyi Árpád Jutocsa rendezésében, amelyet 2005. december 4-én mutatták be.
Alkotók:
- Írta: Fodor Sándor
- Rendező: Hegyi Árpád Jutocsa
- Rádióra alkalmazta: Garaczi László
- Dramaturg: Palotás Ágnes
- Zenei szerkesztő: Gebauer Mária
- Segédrendező: Kálmán János
- Hangmérnök: Cornides Tamás, Váli Mariann

Szereposztás:
- Csipike törpusz bestiáriusz, azaz erdei vadtörpe: Fesztbaum Béla
- Kukucsi vakondok és narrátor, Csipike barátja, akedveli a jó borókabogyót: Vallai Péter
- Tipetupa Csipike szerelme, kedves szavajárása: lécci-lécci-lécci: Udvaros Dorottya
- Kecskebéka főgonosz, elég kellemetlen szagaurával: Csurka László
- Lódarázs mégfőbb gonosz, szinte mindenkit megszurkál: Bodrogi Gyula
- Agyarasi bácsi az erdő megbecsült tekintélye, kicsit rövidlátó, de azonban nagyon igazságos elnök: Haumann Péter
- Bagoly titkár az erdő levitézlett, valamikori főtitkára: Makay Sándor
- Bocs Botond erdei érzelmű maci, napjait a MACIFIT-ben gyúrással tölti: Hajdú István
- Mókus Miklós főiskolát végzett entellektüel, torzonborz hajzatú művészféle: Szacsvay László
- Méh Móric bróker, hossz és bessz és zümm: Kerekes József
- Csiga Béla lumpen elem, nem veti meg az alkoholtartalmú nedveke: Harkányi Endre